# Jäckvik
Jäckvik (manchmal auch Jäkkvik geschrieben) ist ein kleiner Ort im schwedischen Lappland an einem Ausläufer des Sees Hornavan.
Der Ort, der zur Gemeinde Arjeplog gehört, liegt an der Touristenstraße Silberweg und eignet sich vor allem als Ausgangspunkt für Wanderungen in den nahegelegenen Nationalpark Pieljekaise (Pieljekaise 1133 m über dem Meeresspiegel).
Das Jäckvik Fjällcenter ist ein relativ junges Skigebiet, das seit 1997 besteht.
Der Kungsleden führt durch Jäckvik. Nach Norden sind es 96 Kilometer bis nach Kvikkjokk und nach Süden 86 Kilometer bis nach Ammarnäs.

## Persönlichkeiten
- Lars Levi Læstadius, Erweckungsprediger